# Брюхерт, Ханс-Дитер
Ханс-Дитер Брюхерт (нем. Hans-Dieter Brüchert; род. 18 августа 1952, Ярмен) — немецкий борец вольного стиля, серебряный призёр Олимпийских игр, призёр чемпионатов мира и Европы, трёхкратный чемпион ГДР (1974, 1975, 1978) .

## Биография
Начал заниматься борьбой в 1967 году. В 1969 году, после успешного выступления на региональных юношеских соревнованиях, был принят в спортивный интернат в Лукенвальде. В 1973 году стал серебряным призёром чемпионата ГДР. В 1974 году в первый раз стал чемпионом ГДР и, дебютировав на международной арене, завоевал звание вице-чемпиона Европы и стал бронзовым призёром чемпионата мира. В 1975 году подтвердил звание сильнейшего в ГДР; на чемпионате мира остался только восьмым.
В 1976 году был четвёртым на Гран-при Германии и третьим на чемпионате Европы.
В 1976 году на Олимпийских играх выступал в соревнованиях по вольной борьбе в легчайшем весе, и сумел завоевать серебряную медаль Олимпийских игр, выиграв все встречи, кроме встречи третьего круга с будущим чемпионом Владимиром Юминым
См. таблицу турнира.
В 1977 году на чемпионате мира был только 12-м, в 1978 году восьмым. В этом же году стал трёхкратным чемпионом Германии, но в сборной ГДР в этом году был заменён на другого борца. В 1980 году Ханс-Дитер Брюхерт оставил большой спорт.
В 1978 году окончил факультет физической культуры в Лейпциге. В 1980—1981 году возглавлял учебный центр борьбы в Потсдаме. С 1981 года — учитель физкультуры средней школы в Михендорфе, с 1989 года директор начальной школы в Михендорфе.